# پدرو الیویرا (شناگر)
پدرو الیویرا (به انگلیسی: Pedro Oliveira) (زادهٔ ۱ ژانویهٔ ۱۹۸۸) شناگر اهل پرتغال است.